# Markus Krabbes

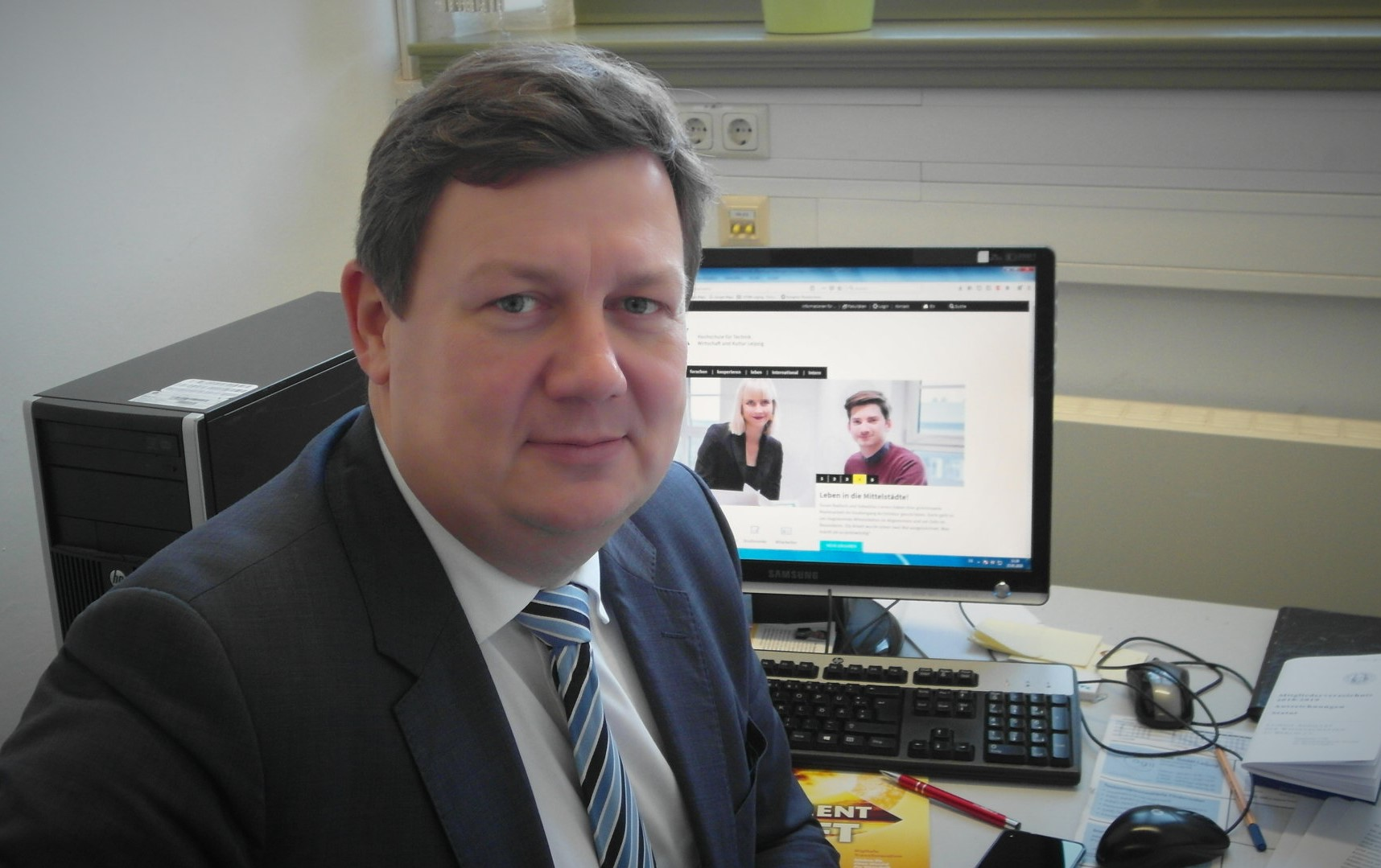
Markus Krabbes (2020)

Markus Krabbes (* 6. Dezember 1970 in Leipzig) ist ein deutscher Ingenieur und Professor für Informationssysteme. Seine Spezialgebiete sind Softwaretechnologien zur rechentechnischen Implementierung von Methoden der Automatisierungstechnik und Robotik in der Mechatronik. Von 2011 bis 2019 war er Prorektor für Forschung und in den Jahren 2013/2014 kommissarischer Rektor der Hochschule für Technik, Wirtschaft und Kultur (HTWK) in Leipzig. Seit April 2022 ist Markus Krabbes als gewählter Rektor der Hochschule Merseburg im Amt.

## Ausbildungsgang
Markus Krabbes wurde in Leipzig in Sachsen geboren, beide Eltern waren als Ingenieurökonomen tätig. Von 1977 bis 1980 besuchte er die 21. Polytechnische Oberschule (POS) Leipzig und von 1980 bis 1987 die 5. POS in Grimma bei Leipzig. Es folgte eine Berufsausbildung von 1987 bis 1990 zum „Maschinen-und Anlagenmonteur mit Abitur“ an der Betriebsberufsschule des Chemieanlagenbaukombinat Leipzig-Grimma (CLG).
Im Anschluss an den darauffolgenden Wehrdienst bei der Bundeswehr immatrikulierte er sich zum Wintersemester 1991 im Diplomstudiengang Elektrotechnik, Studienrichtung Mess-, Steuerungs- und Regelungstechnik an der Technischen Hochschule Leipzig. Zu seinen akademischen Lehrern gehörten in dieser Zeit Siegfried Altmann, Herbert Ehrlich, Günter Stein, Klaus-Peter Schulze, Werner Kriesel, Klaus Steinbock u. a.
Mitte 1996 schloss er sein Studium mit einer Diplomarbeit über Komponenten zur Steuerung eines mobilen Robotersystems unter Betreuung von Professor Matthias Sturm in der Fachrichtung Regelungstechnik bei dem verantwortlichen Hochschullehrer Hans-Georg Woschni ab (Gesamtprädikat „Mit Auszeichnung“).

## Tätigkeit im Fachgebiet Robotik
Der Berufseinstieg von Krabbes begann 1996 als wissenschaftlicher Projektmitarbeiter am Fachgebiet Neuroinformatik (Leiter: Horst-Michael Groß) der TU Ilmenau, Fakultät für Informatik und Automatisierungstechnik. Die Wurzeln dieses Lehrstuhls liegen in einem Forschungslabor für Bionik, welches seit 1976 maßgeblich durch Edgar Körner errichtet wurde, der 1988 auf eine Professur für Biokybernetik der TU Ilmenau berufen wurde und zugleich die Abteilung Neurocomputing am Magdeburger Institut für Neurobiologie und Hirnforschung leitete, dem heutigen Leibniz-Institut für Neurobiologie.
In der von Krabbes bearbeiteten Thematik „Visuell geführte Roboternavigation mit lernfähigen Neuronalen Architekturen“ stand die Modellierung (Kooperation mit dem Spezialisten Jürgen Wernstedt) des hindernisvermeidenden und zielgerichteten Navigationsverhaltens eines menschlichen Experten im Mittelpunkt (Überwachtes Lernen). Hierbei kamen bevorzugt neuronale Verarbeitungsprinzipien für visuelle Sensorik sowie eine agentenbasierte Verhaltensorganisation zum Einsatz.
Mitte 1998 wechselte Krabbes als wissenschaftlicher Mitarbeiter an die Otto-von-Guericke-Universität Magdeburg, Fakultät für Elektrotechnik und Informationstechnik, Institut für Automatisierungstechnik (IFAT). Dieses Institut war nach der deutschen Wiedervereinigung von Peter Neumann gegründet worden und stand unter seiner Leitung, bis dieser 1994 das Institut für Automation und Kommunikation e. V. (ifak) Magdeburg als Aninstitut der Universität gründete und dauerhaft dorthin wechselte. Während des Aufenthaltes von Krabbes stand das IFAT unter der Leitung von Ulrich Korn und danach von Hans-Michael Hanisch, der später als Nachfolger von Georg C. Brack an die Martin-Luther-Universität Halle-Wittenberg berufen wurde.

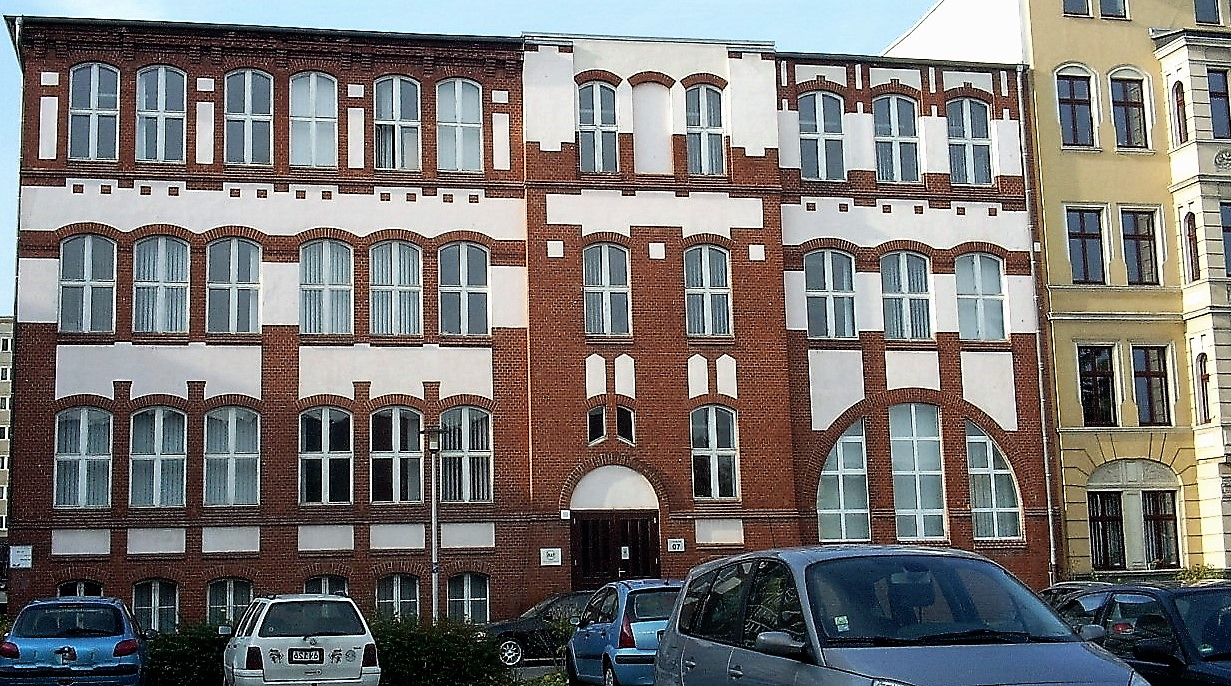
Traditionelles Gebäude der Regelungstechnik, später Automatisierungstechnik, auf dem Campus der Otto-von-Guericke-Universität Magdeburg

Als Assistent am Lehrstuhl Automatisierungstechnik / Modellbildung bestand für Krabbes eine starke Einbindung in die gesamte Forschungs- und Lehrtätigkeit des Lehrstuhlinhabers Christian Döschner. Dieser gehörte neben dem Gründungsassistenten Herbert Ehrlich zu den frühen Assistenten, die den Aufbau des 1960 von Heinrich Wilhelmi gegründeten Instituts für Regelungstechnik vorangebracht haben, aus dem im Zuge der Hochschulreform von 1968 der Wissenschaftsbereich Regelungstechnik und Prozesssteuerung als unmittelbarer Vorgänger des IFAT in der Sektion Technische Kybernetik und Elektrotechnik entstand (Gründungsdirektor: Heinz Töpfer).
Krabbes konnte in Magdeburg seine Forschungsarbeiten zur Dynamikmodellierung mittels neuronaler Architekturen an einem industriellen Knickarmroboter fortsetzen und mit einer Dissertation zur Feedback-Linearisierung eines Industrieroboters im Jahre 2002 abschließen.
Mitte 2001 erfolgte mit seiner erlangten Fachspezialisierung auf den Gebieten „Steuerungs- und Regelungstechnik“ sowie „Modellierung in der Robotik“ ein Wechsel an das Fraunhofer-Institut für Werkzeugmaschinen und Umformtechnik nach Chemnitz, das damals unter der Leitung von Reimund Neugebauer stand, der nunmehr seit 2012 als Präsident der Fraunhofer-Gesellschaft in München tätig ist. Krabbes bearbeitete innerhalb der Abteilung Maschinen- und Prozessinformatik mechatronische Aufgabenstellungen an mehrachsigen parallelkinematischen Werkzeugmaschinen wie der „Mikromat 6X“. Mit Jahresbeginn 2002 wurde ihm im Fraunhofer-Institut zusätzlich die Leitung der Arbeitsgruppe "Steuerungs-und Regelungstechnik" übertragen.

## Professor für Informationssysteme

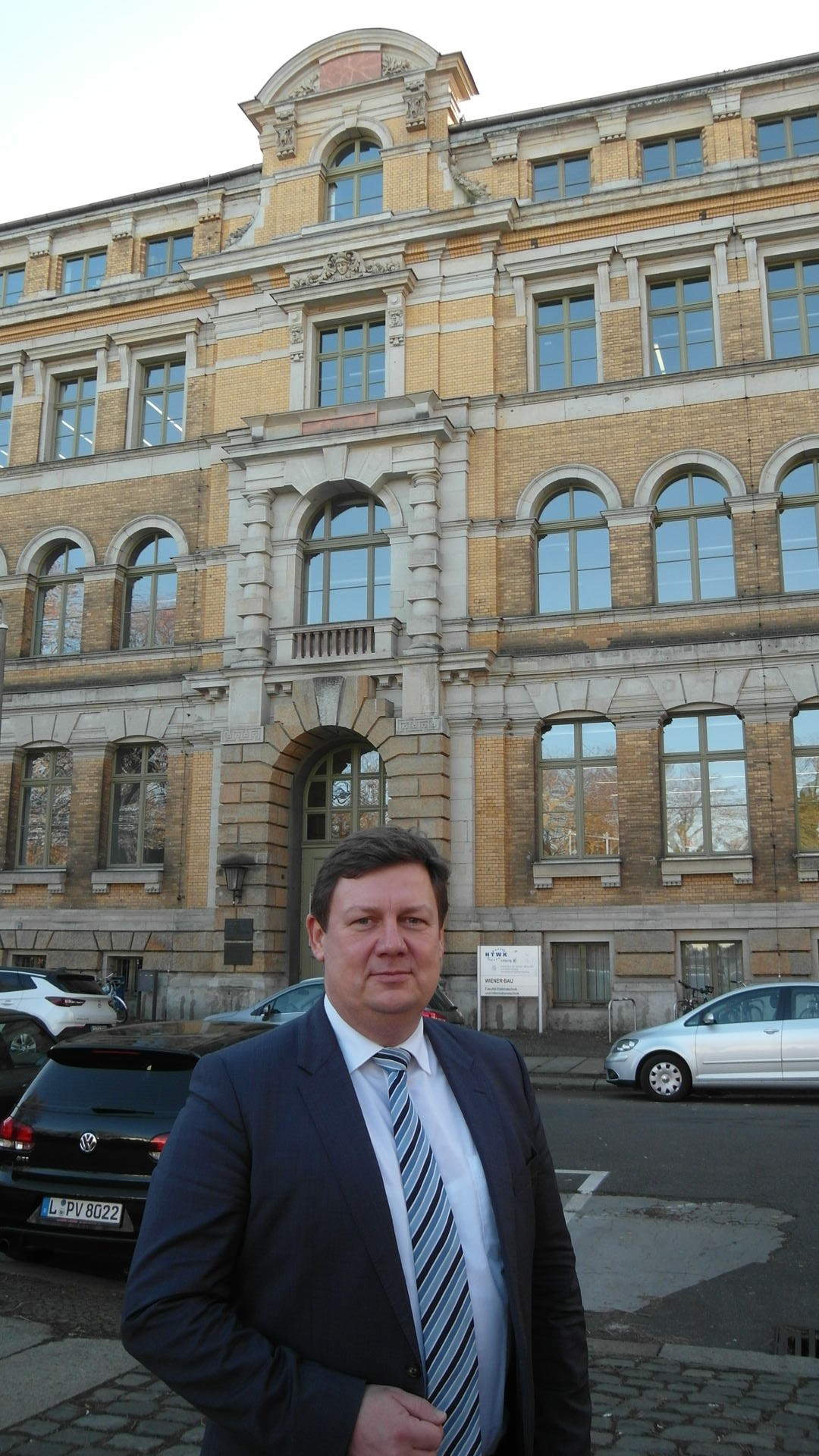
Markus Krabbes vor seinem Dienstgebäude an der HTWK Leipzig, Wiener-Bau, Wächterstraße 13, errichtet vom Architekten Hugo Licht (2020)

Krabbes erhielt zum Wintersemester 2003/2004 eine Berufung als Professor auf das Lehr- und Forschungsgebiet Informationssysteme am Fachbereich Elektrotechnik (danach: Fakultät Elektrotechnik und Informationssysteme; heute: Fakultät Ingenieurwissenschaften) der HTWK Leipzig. Damit kehrte er im September 2003 in die Räumlichkeiten seiner früheren Studieneinrichtung TH Leipzig zurück.

### Lehre
Als Mitglied des Instituts für Prozessautomation und Eingebettete Systeme (PAES; Sprecher: Tilo Heimbold) umfasst sein Lehrgebiet in erster Linie Softwaretechnologien zur rechentechnischen Implementierung von Methoden der Automatisierungstechnik. Dies erstreckt sich von der Echtzeitprogrammierung über Numerische Verfahren bis hin zu Methoden der Künstlichen Intelligenz. Im Mittelpunkt stehen hierbei Technologien der rechnerbasierten Entwurfs- und Simulationstechnik, die mit entsprechender Echtzeiterweiterung die Grundlage der mechatronischen und simulationsbasierten Projektierung bilden.

### Forschung
Das Tätigkeitsfeld von Krabbes ist primär auf die angewandte Forschung gerichtet, die sich auf Zusammenarbeit mit weiteren Fachkollegen und Forschungseinrichtungen abstützt. Zu nennen sind Untersuchungen zum kooperativen Robotereinsatz zusammen mit dem Innovation Center Computer Assisted Surgery (ICCAS) Leipzig, die optimierte Verwendung parallelkinematischer Maschinen zusammen mit dem Fraunhofer Institut für Werkzeugmaschinen und Umformtechnik (IWU) Chemnitz oder die Steuerung autonomer mobiler Systeme (insbesondere als studentische Projekte).

### Akademische Selbstverwaltung

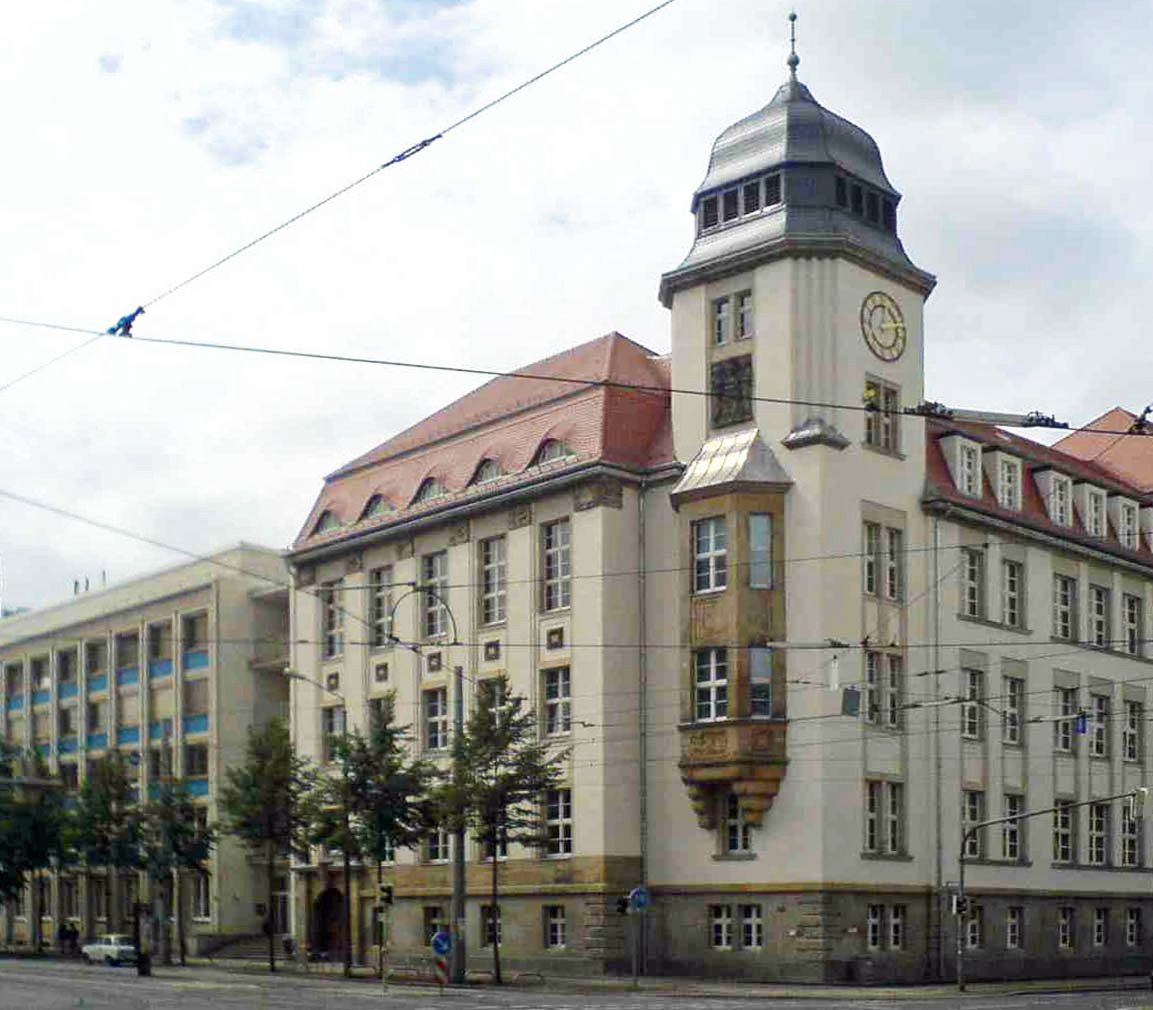
Leipzig, Karl-Liebknecht-Straße 132, ehemaliger Hauptsitz der Hochschule für Bauwesen, dann der TH Leipzig, heute HTWK-Hauptgebäude und Amtssitz des Rektors (Geutebrückbau)

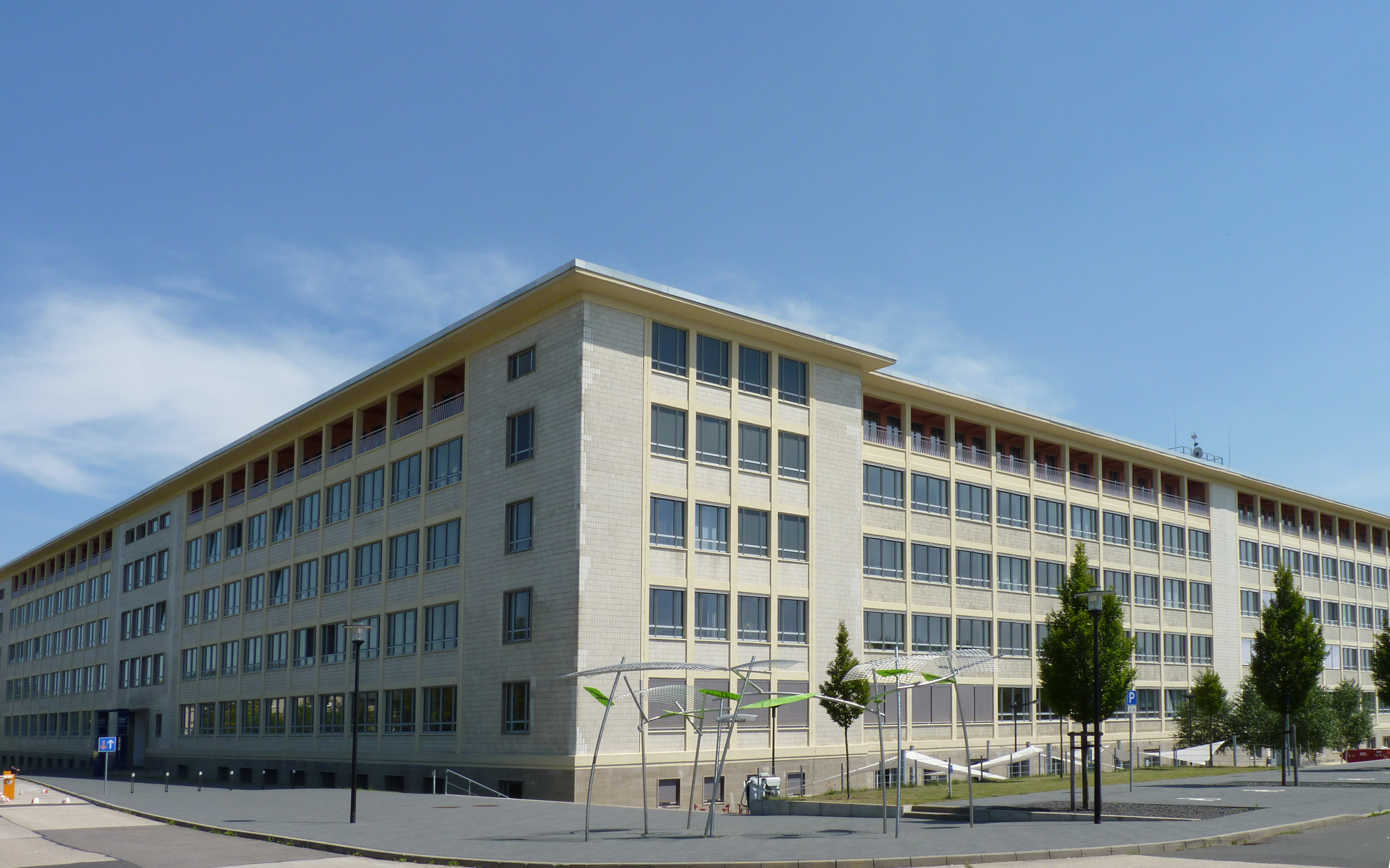
Hauptgebäude auf dem Campus der Hochschule Merseburg mit dem Amtssitz des Rektors

2006 wurde Krabbes zum Mitglied des Fachbereichsrates gewählt und übernahm zugleich das Amt eines Prodekans. Anfang 2007 und erneut 2009 wurde er in das Amt des Dekans gewählt.
Im Jahre 2011 wurde Krabbes auf Vorschlag der neu gewählten Rektorin Renate Lieckfeldt in das Amt des Prorektors für Wissenschaftsentwicklung vom Senat gewählt. Im Mittelpunkt seines Wirkens in diesem Amt stand die Mitwirkung bei der mit dem Hochschulentwicklungsplan bis zum Jahre 2020 formulierten Profilierung in Forschung und Lehre unter gleichzeitiger Umsetzung eines umfangreichen staatlich verordneten Stellenabbaus an der HTWK Leipzig.
Mit dem Rückzug der Rektorin aus dem Amt im August 2013 aus gesundheitlichen Gründen fiel ihm die Funktion des stellvertretenden Rektors zu. Seit dem Tod der Rektorin im September 2013 wurde die HTWK Leipzig von Markus Krabbes in Doppelfunktion als kommissarischer Rektor für ein Jahr geleitet.
Im Sommer 2014 wurde Gesine Grande zur Rektorin der HTWK Leipzig gewählt. In deren 5-jähriger Amtszeit gehörte Krabbes als Prorektor Forschung erneut dem Rektorat an. Mit dem Rektorenwechsel zu Mark Mietzner ab Wintersemester 2019 hat der Professor für Bauwesen Ralf Thiele das Amt des Prorektors Forschung übernommen.
Markus Krabbes wurde 2019 zum Vorsitzenden des Fördervereins der HTWK gewählt, der seit 1997 durch Siegfried Altmann geleitet und von 2005 bis 2019 von Klaus-Peter Schulze geführt wurde und in seinen Sponsoring- und Auslandsaktivitäten durch den aus Leipzig stammenden US-Amerikaner Horst Saalbach aktiv unterstützt wird.
Am 28. Oktober 2021 wurde Markus Krabbes vom Senat der Hochschule Merseburg zum Rektor gewählt und hat das Amt am 1. April 2022 angetreten in der Nachfolge von Jörg Kirbs.

### Mitgliedschaften und Ehrungen (Auswahl)
- Verein Deutscher Ingenieure (VDI) – VDI/VDE-Gesellschaft Mess- und Automatisierungstechnik (GMA), Düsseldorf / Frankfurt am Main
- Hochschullehrerbund
- Kuratorium der Stiftung HTWK Leipzig
- Forschungs- und Transferzentrum an der HTWK Leipzig
- Vorstand im Industriekultur Leipzig e. V.
- Industrieausschuss Innovation und Zukunft der Industrie- und Handelskammer (IHK) zu Leipzig
- Gründungsmitglied und Vorstand im Förderverein zum Aufbau des Dokumentationszentrums Industriekulturlandschaft Mitteldeutschland (DOKMitt) e. V. unter Vorsitz von Walter Christian Steinbach[10]
- Vorstand des Fördervereins der HTWK Leipzig als Nachfolger von Klaus-Peter Schulze, 2019 bis 2022
- Ehrung mit der Jacob-Leupold-Medaille der HTWK Leipzig (2022)[11]

## Publikationen (Auswahl)
- Grafisches Programmentwicklungsverfahren für Steuerungsprobleme. In: Proceedings Embedded Intelligence ’96, Sindelfingen 1996.
- Verteilte Intelligenz in vernetzten Mikrocontrollerstrukturen mittels CAN-Bus. In: Proceedings Embedded Intelligence ’97, Sindelfingen 1997.
- mit H.-J. Boehme, A. Brakensiek, U.-D. Braumann, H.-M. Gross: Neural Architecture for Gesture-Based Human-Machine-Interaction. In: Proceedings of the Bielefeld Gesture Workshop, September 1997. Reihe „Lecture Notes in Artificial Intelligence“ Nr. 1371. Springer-Verlag 1998.
- mit Christian Döschner: Modelling of complete Robot Dynamics based on a Multi-dimensional, RBF-like. Neural Architecture Applied Intelligence Vol. 17(1):61-73. Kluwer Academic Publishers, July-August 2002.
- mit Reimund Neugebauer (Hrsg.): Parallelkinematische Maschinen. Kapitel 3: Steuerungskonzeption. Springer Verlag, Berlin 2005, ISBN 3-540-20991-3.
- mit W. Korb, G. Strauß, R. Rolke, Andreas Pretschner, P. Heiligensetzer, M. Böttcher: Safety aspects of the employment of autonomous mechatronic systems in the medical technology. In: 4. Jahrestagung der Deutschen Gesellschaft für Computer- und Roboterassistierte Chirurgie, Berlin September 22.-24. 2005.
- mit T. Schröder, Reimund Neugebauer: Reactive Trajectory Splitting Function for Machine Tools with Hierarchical Drive Structures. The International Journal of Advanced Manufacturing Technology (2007) 33:988-993. Springer, London 2007, ISSN 0268-3768.
- mit J. Jäkel, R. Schlücker: e-Racer – A educational platform for vehicle dynamics control systems. In: Proceedings 8th International Workshop on Research and Education in Mechatronics 2007, Tallinn (Estonia).
- mit R. Schlücker: Kinematics modeling with 3D-coordinate measuring technology. In: Proceedings International Chemnitz Manufacturing Colloquium ICMC. Chemnitz 2010.
- mit D. Simon: Convenient Model Inversion by means of Object-Oriented Modeling for a Parallel Kinematic Robot. In: MATHMOD VIENNA 2012 – 7th Vienna International Conference on Mathematical Modelling. Vienna (Austria) 2012.
- mit D. Töpel, M. Unger, D. Seidel: Autonomes Modellsegelboot für Fleet Race-Regatten. In: 10. AALE-Konferenz für Angewandte Automatisierungstechnik in Lehre und Entwicklung. Stralsund 2013.
- Thomas Schmertosch; Markus Krabbes: Automatisierung 4.0 – Objektorientierte Entwicklung modularer Maschinen für die digitale Produktion. Hanser Verlag, München 2018, ISBN 978-3-446-45220-6, Online-Ausgabe: ISBN 978-3-446-45701-0.